# Girls (hudební skupina)
Girls byla americká rocková skupina, založená v roce 2007 v San Franciscu v Kalifornii. Skládala se z dvou hlavních členů, zpěváka a kytaristy Christophera Owense a baskytaristy Cheta Whitea. Své první album nazvané Album skupina vydala v září 2009, druhé Father, Son, Holy Ghost vyšlo o dva roky později. V červenci 2012 ze skupiny Owens odešel, čímž kapela ukončila svou činnost. White zemřel v roce 2020.